# Édouard Roche
Édouard Albert Roche (Montpellier, 17 ottobre 1820 – Montpellier, 18 aprile 1883) è stato un astronomo francese.
Fu nominato professore presso l'Università di Montpellier, dove insegnò nella Facoltà di Scienze a partire dal 1849. Roche compì uno studio matematico sull'ipotesi di Laplace sull'origine dei sistemi planetari (ipotesi nebulare), e presentò i suoi risultati in una serie di pubblicazioni all'Accademia di Montpellier dalla sua nomina a professore fino al 1877. Le più importanti di queste riguardavano le comete (1860) e la già nominata ipotesi nebulare (1873). Egli si occupò dunque del comportamento degli atomi in presenza di forti campi gravitazionali.
È famoso per la sua teoria secondo cui gli anelli del pianeta Saturno si sarebbero formati quando un grosso satellite naturale si avvicinò troppo al pianeta, e fu distrutto dalle forze di marea.  Ha dato inoltre il suo nome sia al limite di Roche sia al lobo di Roche, utile quest'ultimo nello studio delle stelle binarie.
Gli è stato dedicato un asteroide, il 38237 Roche.